# Rasa d'Encies
La rasa d'Encies és un afluent per l'esquerra de la riera de Canalda.
Neix a 1.193 m d'altitud, al vessant occidental del turó de les Armes a l'oest del km 18,5 de la carretera LV-4241b que va de Solsona a Coll de Jou. Pren la direcció E-W que mantindrà durant tot el seu curs que transcorre entre la serra d'Encies (al nord) i el serrat de Maria (al sud).
250 m després del seu naixement passa per sota la masia d'Encies Altes que s'aixeca al nord a escassos 100 m de vol d'ocell. 600 m més avall també passa pel sud de la masia d'Encies Baixes i continua el seu curs fin a confluir amb la riera de Canalda, a 963 m d'altitud i a uns escassos 140 m aigües avall de l'aiguabarreig d'aquesta darrera amb la rasa de Coll de Jou. En els seus darrers 300 m de curs es va engorjant progressivament i quan es troba amb la riera de Canalda ho fa en un congost amb parets encinglerades de 50 m d'altitud.